# História dos puritanos na América do Norte
A partir de 1620, teve início uma migração de milhares de puritanos ingleses em direção à América do Norte, principalmente para a região da Nova Inglaterra.
Maioria dos puritanos ingleses não queriam se separar da Igreja Anglicana, mas os primeiros a emigrar foram os que queriam estabelecer congregações separadas, o que não era permitido no solo da Inglaterra. Esses separatistas estabeleceram Igrejas Congregacionais.
O primeiro grupo de peregrinos se estabeleceu, a partir de dezembro de 1620, na Colônia de Plymouth, em território, atualmente, administrado pelo estado norte-americano de Massachusetts.
Depois de alguns anos, começaram a chegar grupos de puritanos que não queriam se separar da Igreja Anglicana, que se estabeleceram, principalmente:
- na Colônia da Baía de Massachusetts, a partir de 1629;
- na Colônia de Saybrook, a partir de 1635;
- na Colônia de Connecticut, a partir de 1636; e
- na Colônia de New Haven, a partir de 1638.

A Colônia de Rhode Island foi estabelecida, a partir de 1635, por colonos expulsos da Colônia da Baía de Massachusetts por causa de suas divergências religiosas, eles eram, inicialmente, liderados por Roger Williams, fundador da Igreja Batista nos Estados Unidos. Essa região, também foi o destino de Anne Hutchinson e seus seguidores, depois seu banimento da Baía de Massachusetts, em 1638, devido a acusações de Antinomianismo.
Os quakeres também foram expulsos de Massachusetts e aceitos Rhode Island.

## História

### Colônia de Plymouth
Na década de 1580, alguns puritanos ingleses, inspirados por escritos de Robert Browne, que lançou as bases teóricas de um movimento religioso que seria conhecido como congregacionalismo, começaram a realizar atividades religiosas fora das estruturas da Igreja Anglicana. Isso resultou em diversas prisões e, como resultado, alguns desses decidiram emigrar para a Holanda, país que não tinha uma religião oficial e que, desse modo, oferecia um grau de liberdade religiosa que viabiliza a instituição de Igrejas separadas.
Após a execução de Henry Barrowe e John Greenwood, em 6 de abril de 1593, um número maior de puritanos ingleses decidiu emigrar para a Holanda. Dentre os puritanos ingleses que emigraram para a Holanda, merece destaque a comunidade que se instalou em Leida, que, em 1620, era liderada por: John Robinson e William Brewster. Pois foram integrantes dessa congregação que fizeram a célebre viagem no "Mayflower" e que, a partir de dezembro de 1620, participariam da fundação da Colônia de Plymouth, instalada em um território, atualmente administrado pelo Estado norte-americano de Massachusetts.

### Colônia da Baía de Massachusetts
No dia 24 de junho de 1629, chegou em Salem (Massachusetts), uma frota de 6 navios, liderada por Francis Higginson, que trazia cerca de 350 colonos puritanos. Essa frota trouxe consigo também cabeças de gado, cavalos, cabras e alguns coelhos, além das provisões necessárias para estabelecer famílias e sobreviver até que pudessem fazer as colheitas. Naquela época, alguns colonos já residiam em Salém, liderados por Roger Conant, um dissidente da Colônia de Plymouth, e John Endecott, que chegara à América, em 1628, com cerca de 50 pessoas.
No dia 29 de agosto de 1629, foi assinado Cambridge (Inglaterra), um acordo que estabeleceria o funcionamento da Companhia de Colonização da Baia de Massachusetts, que daria origem à Colônia da Baía de Massachusetts.
Em junho de 1630, chegou em Salem, uma frota de 11 navios, liderada por John Winthrop, que seria o primeiro governador da Colônia da Baía de Massachusetts, que trazia cerca de 700 colonos puritanos, em uma época, na qual a população de europeus na Nova Inglaterra era de cerca de 500 pessoas. Entretanto, Winthrop avaliou que o local não era adequado para estabelecer um assentamento para aquela quantidade de pessoas, razão pela qual, se estabeleceram em Boston. Esse grupo de puritanos, diferentemente daqueles que se instalaram em Plymouth, não era separatista, ou seja, não desejavam estabelecer uma Igreja formalmente separada da Igreja Anglicana. Por outro lado, esse grupo se mudou para a América para fugir das perseguições dos bispos ligados ao Rei Carlos I e, desse modo, ter um maior nível de liberdade religiosa.

### Roger Williams
Em 5 de fevereiro de 1631, Roger Williams desembarcou em Nantasket. Ele era um ministro anglicano formado e, por isso, foi convidado a assumir um cargo eclesiástico na paróquia anglicana de Boston. No entanto, não aceitou o cargo, pois deseja se integrar a uma Igreja separada e, além disso, declarou que gostaria de residir em uma comunidade em que houvesse total liberdade religiosa.
Nesse contexto, foi chamado para se integrar à Igreja de Salém, que estava inclinada ao separatismo. No entanto, a oferta foi retirada, devido a pressões dos líderes da Colônia da Baía de Massachusetts residentes em Boston.
No final do verão de 1631, mudou-se para a Colônia de Plymouth, que não fazia parte da Colônia da Baía de Massachusetts, onde foi bem-vindo e passou a pregar regularmente. No entanto, depois de um tempo, passou a entender que a Igreja de Plymouth não estava suficientemente separada da Igreja Anglicana. Além disso, passou a defender que o direito a terras na América, deveria ser decorrente da compra legítima de terras pertencentes aos nativos das cartas coloniais.
Em dezembro de 1632, escreveu um longo tratado que condenava as cartas coloniais e questionava o direito à terra sem primeiro comprá-la dos nativos americanos.
No outono de 1633, se mudou para Salem, onde se tornou um assistente não oficial da congregação local.
Esse retorno não foi bem recebido pelas autoridades da Colônia da Baía de Massachusetts, residentes em Boston, razão pela qual, em dezembro de 1633, eles o convocaram para comparecer perante o Tribunal Geral em Boston, para se explicar seu tratado que atacava as cartas coloniais. Depois disso, as cópias do tratado foram destruídas e a situação se apazigou.
Em agosto de 1634, tornou-se pastor interino da Congregação de Salem.
Em março e em julho de 1635, foi novamente convocado para comparecer perante o Tribunal Geral em Boston, para responder por "opiniões errôneas" e "opiniões perigosas". Depois disso, o Tribunal finalmente ordenou que ele fosse removido de sua posição na Congregação de Salem.
Quando esta última controvérsia surgiu quando a cidade de Salem apresentou uma petição ao Tribunal Geral em Boston para anexar algumas terras em Marblehead, no entanto, o Tribunal recusou-se a considerar o pedido, a menos que a Congregação em Salem removesse Roger. A Congregação de Salem entendeu que esta ordem violava sua independência e enviou uma carta de protesto às outras Congregações da Colônia da Baía de Massachusetts. No entanto, a carta não foi lida publicamente nas outras congregações, e o Tribunal Geral recusou-se a acomodar os delegados de Salem na próxima sessão.
Nesse contexto, o apoio a Roger começou a diminuir e ele deixou de pregar na sede da Congregação de Salem e começou a se reunir com alguns de seus seguidores mais devotados em sua casa.
Em outubro de 1635, o Tribunal Geral em Boston condenou Roger por sedição e heresia e ordenou que ele fosse banido.
A execução da ordem foi adiada porque Roger estava doente e o inverno se aproximava, então ele foi autorizado a ficar temporariamente, desde que parasse de dar suas opiniões publicamente, condição que não foi cumprida.
Em janeiro de 1636, foi enviado um xerife para prendê-lo, mas quando chegou em Salem, descobriu ele havia fugido três dias antes, durante uma nevasca. Ele viajou 55 milhas através da neve profunda até Raynham (Massachusetts), onde os nativos da tribo dos Wampanoags lhe ofereceram abrigo até a primavera.
Na primavera de 1636, Roger e alguns seguidores oriundos de Salem, começaram um novo assentamento em um terreno que eles compraram de um chefe nativo em Rumford (Rhode Island). Após as primeiras construções, as autoridades da Colônia de Plymouth afirmaram que Roger e seus seguidores estavam dentro de uma área concedida à Colônia de Plymouth e expressaram preocupação de que sua presença pudesse irritar os líderes da Colônia da Baía de Massachusetts.
Nesse contexto, Roger, acompanhado por Thomas Angell, foi em busca de um novo local adequado para um assentamento. Nessa busca, chegaram em uma fonte de água doce junto a uma enseada de um rio que seria denominado como: "Providence". Depois disso, compraram a área dos chefes nativos. Esse seria o local do assentamento permanente que daria origem à Colônia Providence.
Ele queria que o lugar fosse um refúgio para os "aflitos de consciência" e logo atraiu um grupo de dissidentes e indivíduos com outras mentalidades. Desde o início, a maioria dos votos dos chefes de família governou o novo assentamento. Os recém-chegados também poderiam ser admitidos à cidadania plena por maioria de votos.
No segundo semestre de 1636, teve início um conflito entre os colonos e a tribo dos Pequots. Nesse contexto, ajudou a fazer com que a tribo dos narragansett fosse aliada dos colonos.
Em agosto de 1637, um novo acordo restringiu o governo às coisas civis.
Em 1638, juntamente com alguns poucos seguidores, formou  uma congregação que, futuramente, seria reconhecida como a Primeira Igreja Batista da América.
Em 1640, 39 homens livres (homens que tinham plena cidadania e direito de voto) assinaram outro acordo que declarava sua determinação de defender a "liberdade de consciência". Desse modo, foi o primeiro lugar na história moderna onde cidadania e religião eram separadas, proporcionando liberdade religiosa e separação entre Igreja e Estado e isso combinado com o princípio da democracia majoritária.
Em 1643, em meio a tensões com as colônias vizinhas, viajou para Londres para tentar conseguir um alvará para a colônia que estava construindo. Nessa época, estava em curso a Guerra Civil Inglesa e Londres estava sob o controle dos puritanos. Roger publicou um livro sobre as línguas algonquinas e alguns costumes dos povos nativos ("A Key into the Language of America"), que facilitaria a comunicação dos imigrantes com os nativos da região da Nova Inglaterra, fato que melhorou sua reputação e o ajudou a conseguir o alvará.
Em julho de 1644, conseguiu com que o Parlamento autorizasse a continuidade da Colônia da Providência, logo depois disso, publicou o seu livro mais famoso: "The Bloudy Tenent of Persecution for Cause of Conscience", no qual defendeu a separação entre igreja e estado.
Essa publicação, teve grande repercussão: entre 1644 e 1649, pelo menos 60 obras foram publicadas abordando os argumentos da obra de Roger.
No dia 9 de agosto de 1644, o Parlamento ordenou a destruição de todas os exemplares, mas nesse momento, Roger já estava a caminho da Nova Inglaterra, onde chegou com o alvará em setembro.
Após o retornou, passou vários anos trabalhando para unificar os assentamentos de Baía de Narragansett sob um único governo. Esse trabalho foi dificultado devido à oposição de William Coddington que liderava os dois assentamentos na Ilha Aquidneck (Newport e Portsmouth), que na época era chamada de "Rhode Island".
Em 1647, conseguiu estabelecer a Colônia de Rhode Island e Providence, instituição governamental que tinha poderes sobre a região na qual estavam quatro aldeias que dariam origem ao Estado norte americano de Rhode Island.
Desse modo, naquela região, a liberdade de consciência passou a obter amparo legal e a colônia se tornou um porto seguro para pessoas que eram perseguidas por suas crenças, incluindo batistas, quacres e judeus.
No entanto, William Coddington não aceitou essa situação e decidiu viajar para Londres para obter o reconhecimento de um governo dos assentamentos da Ilha Aquidneck independente do governo dos assentamentos de Providence e Warwick.
Desse modo, em abril de 1651, o Conselho de Estado da Inglaterra nomeou Coddington como governador da Ilha Aquidneck e da pequena ilha vizinha de Conanicut.
No entanto, em outubro de 1652, a nomeação de Coddington foi revogada.

### Anne Hutchinson
Em novembro de 1637, o Tribunal Geral de Massachusetts baniu alguns dos seguidores de Anne Hutchinson, acusados de serem "antinomianos", incluindo John Clarke. Esse grupo comprou a Ilha Aquidneck (Rhode Island) dos Narragansetts e estabeleceu o assentamento de Portsmouth.
Na primavera de 1638, alguns desses colonos se separaram e fundaram o assentamento de Newport, também situado na Ilha Aquidneck.